# Британские экспедиционные силы (Первая мировая война)
Британские экспедиционные силы (БЭС) (англ. British Expeditionary Force, BEF) — часть британской армии, которая принимала участие в боевых действиях на Западном фронте в ходе Первой мировой войны.
Формирование экспедиционного корпуса началось во время реформ, осуществлённых военным министром Великобритании Ричардом Бурдоном Халдейном  после Второй англо-бурской войны (1899—1902).
Термин «Британские экспедиционные силы» часто используется только по отношению к тем войскам Великобритании, которые присутствовали во Франции до конца Первой битвы при Ипре, которая завершилась 22 ноября 1914. К концу 1914 года, после сражений при Монсе, Ле-Като, Эне и Ипре старая регулярная армия королевства была практически полностью уничтожена, хотя её солдаты смогли оказать определённую помощь французам и вместе с ними остановить наступление германской армии. Альтернативной конечной точкой существования БЭС является 26 декабря 1914 года, когда экспедиционные силы были разделены на 1-ю и 2-ю армии (3-я, 4-я и 5-я армии были созданы в середине войны). Тем не менее британские войска, воевавшие во Франции и Фландрии, продолжали именоваться Британскими экспедиционными силами на всём протяжении Первой мировой войны.
Император Германии Вильгельм II, который чрезвычайно пренебрежительно относился к БЭС, якобы издал приказ от 19 августа 1914, где требовал «безжалостно истребить… коварных англичан и смести эту презренную шайку генерала Френча». В послевоенные годы выжившие ветераны регулярной армии называли себя «презренными стариками» (англ. The Old Contemptibles). Впрочем, никаких документальных подтверждений тому, что кайзер действительно отдавал такой приказ, не существует.

## Формирование
Согласно условиям Сердечного соглашения, в случае начала европейской войны Великобритания была обязана отправить на континент Британский экспедиционный корпус, который состоял бы из шести пехотных дивизий и пяти кавалерийских бригад, которые должны были быть организованы в I корпус и II корпус. Однако уже в октябре 1914 года 7-я пехотная дивизия прибыла во Францию и составила основу для формирования III корпуса. Общее число кавалерии, тем временем, также возросло до таких масштабов, что был сформирован Кавалерийский корпус, состоящий из трех дивизий. К декабрю 1914 года контингент БЭС был расширен до такой степени, что были сформированы 1-я и 2-я армии.
К концу 1914 года, после сражений при Монсе, Ле-Като, Эне и Ипре, старая регулярная британская армия понесла тяжелые потери и потеряла основную часть своего личного состава, но тем не менее смогла помочь французам остановить немецкое наступление.

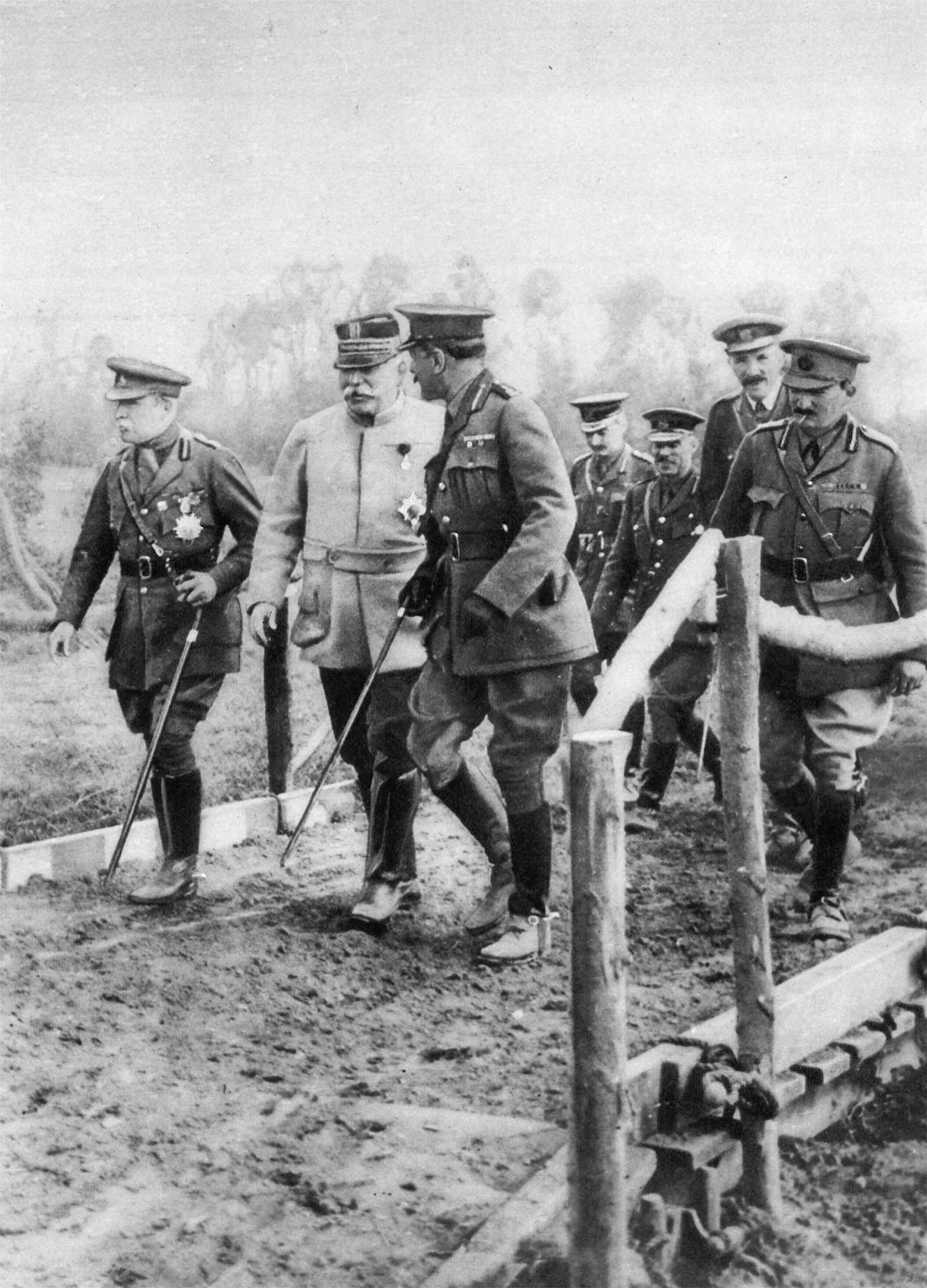
Слева направо: генералы Френч, Жоффр и Хейг на заднем плане. Генерал Смит-Дорриен второй справа на переднем плане.

### Командная структура
Экспедиционные силы находились под командованием фельдмаршала Джона Френча до декабря 1915, после чего его на этом посту сменил генерал Дуглас Хейг. Начальником Мобилизационного штаба при БЭС был генерал Арчибальд Мюррей, который уступил свою должность в январе 1915 года генералу Уильяму Робертсону. Генерал-лейтенант Ланселот Киггелл занимал должность начальника штаба с декабря 1915 года и вплоть до подписания перемирия. Сформированными в начале войны армейскими корпусами командовали Дуглас Хейг (I корпус) и Гораций Смит-Дорриен (II корпус).

### Новая армия Китченера
Поскольку регулярная армия понесла в первые месяцы войны тяжёлые потери, их пришлось восполнять за счёт формирований Территориальных войск, а затем и за счёт добровольцев, которых называли «Новой армией Китченера» (Kitchener's New Army). К концу августа 1914 года было сформировано шесть новых дивизий, а к марту 1915 их общее число возросло до 29. Состав Территориальных войск был также расширен: в батальонах формировались подразделения второй и третьей линий обороны, было также сформировано восемь новых дивизий, дополнительно к 14-и  существовавших ещё в мирное время. 3-я армия была сформирована в июле 1915 после наплыва «добровольцев Китченера». В 1916 году была образована 4-я армия, а Резервная армия была реорганизована в 5-ю армию.

## Рост численности контингента БЭС во время войны
Изначально в БЭС входили 6 дивизий регулярной и резервной армий, однако в ходе войны контингент британских войск значительно вырос. За всё время войны в БЭС прошло службу 5 399 563 военнослужащих, при этом максимальная единовременная численность составляла 2 046 901 человек. Сосредоточенный в Европе кавалерийский корпус к концу 1916 года насчитывал 46 полков.

Британские окопы рядом с дорогой Альбер-Бапомом при Oвилье-ла-Буассель, июль 1916, битва на Сомме. Солдаты роты A, 11-й батальон, Чеширский полк

### 1-я армия
1-я армия была сформирована 26 декабря 1914. Ее первым командиром был Дуглас Хейг, ранее командовавший I корпусом. После того, как Хейг принял командование над БЭС в 1915 году, новым командующим 1-й армии стал генерал Генри Хорн. 1-я армия находилась во Франции до самого конца войны.

### 2-я армия
2-я армия была сформирована в тот же день, что и 1-я: 26 декабря 1914 года. Первым её командующим был генерал Смит-Дорриен, ранее стоявший во главе 2-го корпуса. В мае 1915 года Смит-Дорриен был отстранён от командования 2-й армией и ему на замену пришёл генерал Герберт Плюмер. 2-я армия принимала участие в боевых действиях во Франции (в частности на Ипре), впоследствии ― в Италии в период с ноября 1917 по март 1918, затем ― снова во Франции.

### 3-я армия
3-я армия была сформирована в июле 1915. Первым её командующим был генерал Эдмунд Алленби, ранее командовавший Кавалерийским корпусом и V корпусом. После Битвы при Аррасе в мае 1917 года его на этом посту сменил генерал Джулиан Бинг.

### 4-я армия
4-я армия была сформирована в феврале 1916 года под командованием генерала Генри Роулинсона. Относительно её порядкового номера существует определённая путаница: после того, как 2-я армия была направлена в Италию в конце 1917 года, 4-я армия была переименована во 2-ю армию, как раз в то время, когда Роулинсон командовал войсками при Ипре. После возвращения генерала Плюмера из Италии Роулинсон некоторое время занимал пост постоянного военного представителя при Верховном Военном Совете в Версале, но уже в начале апреля 1918 года он принял под своё командование остатки войск 5-й армии генерала Гофа, которая незадолго до этого была разгромлена. Её же тогда и переименовали в 4-ю армию.

### 5-я армия
5-я армия, или Резервная армия, была сформирована в мае 1916 года и поступила под командование генерала Хьюберта Гофа. Изначально ей было присвоено название «Резервная армия», в октябре 1916 года была переименована в 5-ю армию. Была практически полностью уничтожена в ходе немецкого наступления в марте 1918 года. Переформирована в мае 1918 года, после чего командующим стал генерал Уильям Бидвуд.

## Боевые действия

### 1914

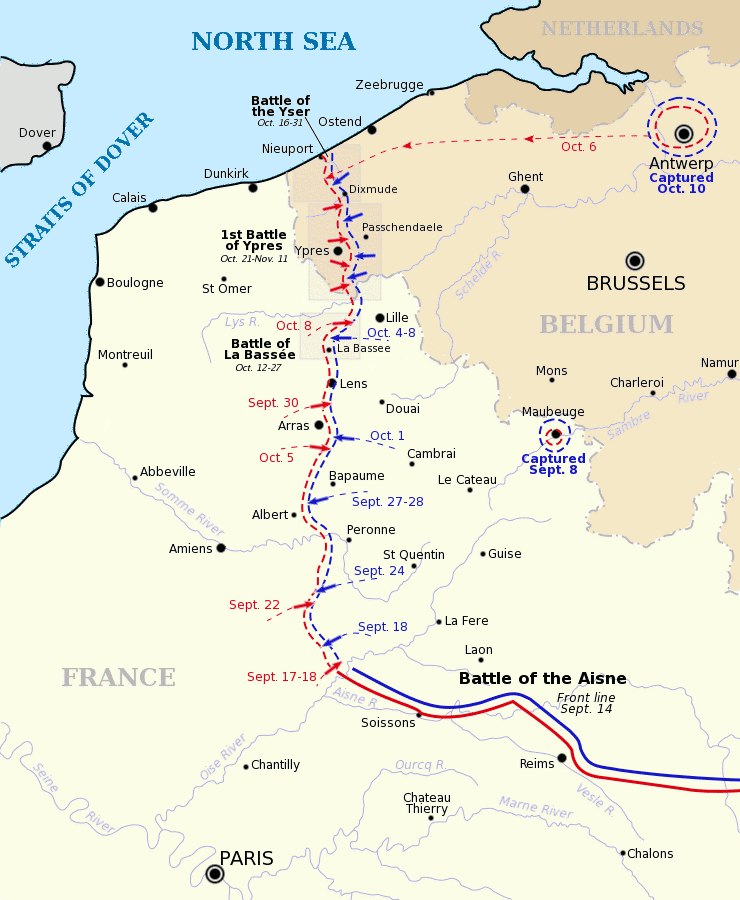
Бег к морю, силы Антанты показаны красным, силы немцев - синим

Британская армия впервые приступила к боевым действиям во время битвы при Монсе 23 августа 1914 года, которая была частью Пограничного сражения. Массированный ружейный огонь профессиональных британских солдат наносил тяжелые потери немцам, которые продвигались по местности, лишенной покрытия. Британцы сдерживали наступление до самого вечера, после чего были вынуждены отступить ко второй линии обороны. Сразу после этого последовала битва при Ле-Като, в которой британцы одержали победу. Она позволила британским войскам отступать в течение пяти дней, не испытывая давления со стороны противника.
Отступление союзников остановилось у реки Марна, где их войска подготовились стоять на смерть, чтобы защитить Париж. После этого последовала Первая битве на Марне, которая шла с 5 по 10 сентября 1914 года. Она же и стала важным поворотным моментом войны: немцы теперь не могли больше рассчитывать на быструю победу. 13 сентября произошла Первая битве на Эне, которая ознаменовала переход к позиционной войне. Затем в течение трех недель после начала позиционной войны каждая из противоборствующих сторон отказалась от тактики фронтальных атак и начала делать попытки окружить друг друга с фланга. Этот период стал известен как Бег к морю: немцы стремились опрокинуть левый фланг союзников, союзники пытались сделать то же самое с правым флангом немецкой армии.

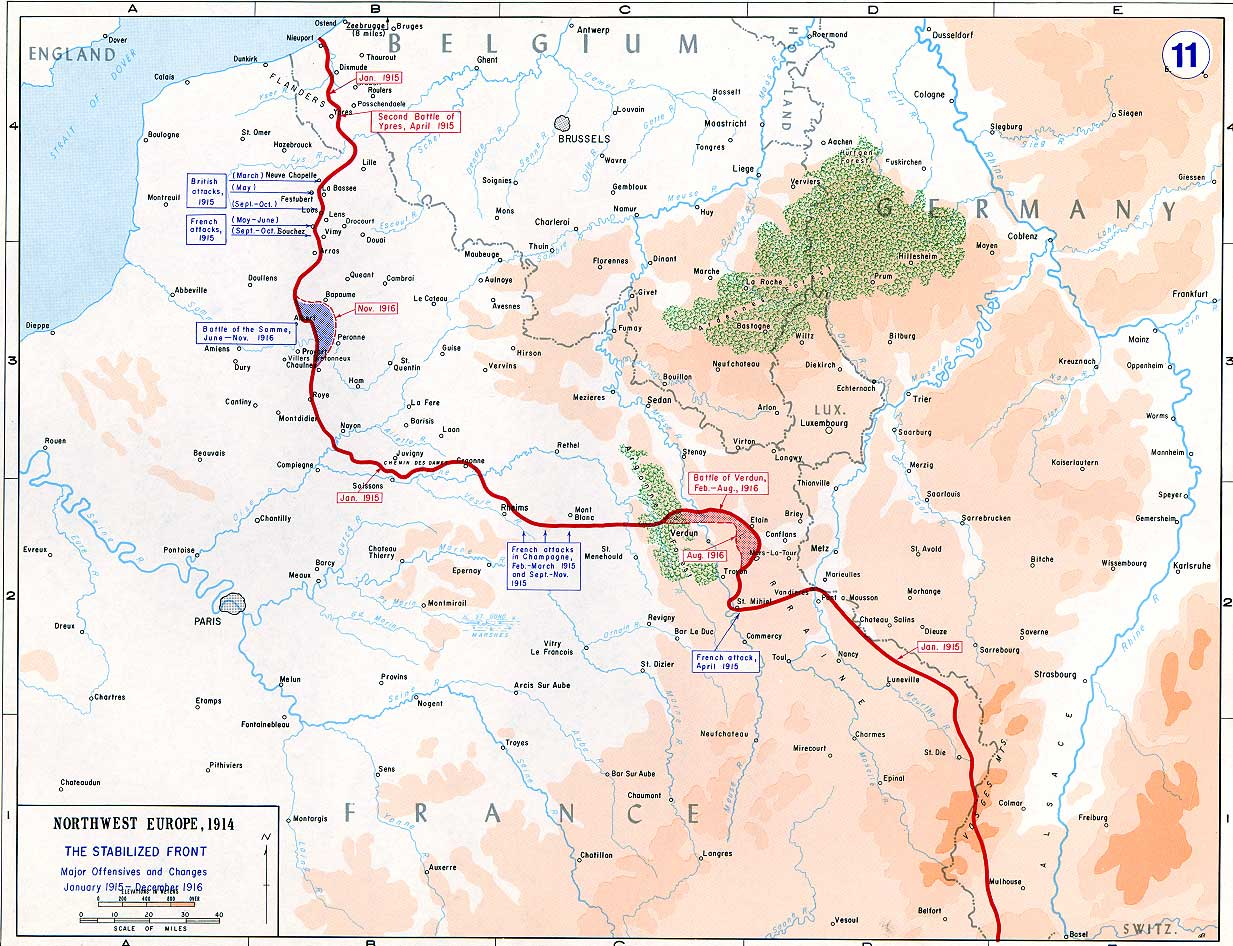
Линия фронта в 1916 году. Британцы, прибывшие во время битвы на Сомме, заштрихованы синим.

К концу первой битвы при Ипре по обе стороны фронта начали возводиться укрепления:позиционная война сменила манёвренную войну. Непрерывные траншеи Западного фронта теперь растягивались на 640 километров от Северного моря до Альп. Британская армия занимала лишь небольшой участок этого громадного фронта: а именно, к северу от довоенной бельгийской границы до реки Сомма во Франции, длиной в 32 километра в 1914 году, который затем возрос до более чем 190 километров в 1918 году.

### 1915
В конце 1914 года, а также в 1915 году БЭС участвовали в ряде столкновений при Ипре. Затем, в сентябре 1915 года, шесть дивизий приняли участие в битве при Лоосе, которая примечательна тем, что в ней британцы впервые применили ядовитый газ.

### 1916
В 1916 году БЭС передислоцируются в Пикардию. Здесь они принимают живейшее участие битве на Сомме. Союзные войска предприняли попытку прорвать немецкие линии 40-километровом участке фронта к северу и югу от реки Соммы в северной Франции. В первый день битвы на Сомме БЭС несут потери в 59 тысяч человек. После войны окончательный подсчет потерь выявил 419 654 убитых, раненых и взятых в плен со стороны Великобритании, а также 204 253 ― со стороны Франции. Из общего числа потерь, составившего 623 907 человек, 146 431 были либо убиты или же пропали без вести.

### 1917
В 1917 году БЭС сражались в Па-де-Кале во время битвы при Аррасе. Затем они были сосредоточены в Бельгии во время битве при Мессине и битве при Пашендейле, конец года снова встретив в Па-де-Кале, приняв участие битве при Камбре.

### 1918
Весной 1918 года БЭС обороняли свои позиции во Фландрии и на Сомме во время немецкого Весеннего наступления. В ходе Амьенской операции в августе 1918 г. впервые в истории танковых войск было осуществлено нечто похожее на оперативный прорыв - оторвавшись от пехоты и сопровождаемые конницей, танки провели рейд по тылам германских войск. Во второй битве на Сомме британские силы участвовали в контрнаступлении, с которого началось всеобщее Стодневное наступление, которое привело к окончательному разгрому немецкой армии на Западном фронте после прорыва линии Гинденбурга в битве при Канале дю Норд при участии 1-й и 3-й армий.

## Доминионы Британской империи
Доминионы Британской империи откликнулись на призыв Великобритании к войне. На Западном фронте сражались крупные военные соединения Британской Индийской армии, Канадской армии, Вооруженных сил Австралии, Армии Новой Зеландии и Южно-Африканской Армии. В БЭС также была интегрирована основная часть войск Португальской армии, которые воевали на Западном фронте.

## Итоги
Британская армия во время Первой мировой войны была самой большой военной силой, которую Великобритания когда-либо выставляла до этого момента. На Западном фронте британский экспедиционный корпус закончил войну как самая сильная армия: она была более опытной и многочисленной, чем армия Соединенных Штатов, и имела лучший боевой дух, чем французская армия.
Цена победы, однако, была высока. Официальные «окончательные и исправленные» данные о потерях британской армии, включая территориальные силы, были опубликованы 10 марта 1921 года. Потери за период с 4 августа 1914 года по 30 сентября 1919 года, включают 573 507 «погибших в бою, умерших от ран и умерших по другим причинам» и 254 176 пропавших без вести (за вычетом 154 308 освобожденных пленных), что в общей сложности составляет 673 375 погибших и пропавших без вести. Данные о потерях также указывали, что всего было 1 643 469 раненых.